# Primarete Indipendente
Primarete Indipendente, in acronimo PIN, è stato un circuito nazionale di emittenti televisive italiane fondato dalla Rizzoli il 13 dicembre 1980 e chiuso nel 1982.

## Storia
Nel 1979 la Rizzoli possedeva Telealtomilanese, un'emittente locale di Cologno Monzese. Allo scopo di entrare nel mercato nazionale della pubblicità, nel gennaio 1980 l'editore lanciò la CTA (Compagnia Televisioni Associate), un consorzio formato da aziende che possedevano emittenti private e concessionarie di pubblicità; poi, nel luglio 1980, l'editore creò la nuova divisione CineTV, che unificava le attività cinematografiche e quelle televisive. Gli accordi prevedevano una divisione del lavoro: Primarete Indipendente avrebbe prodotto i programmi e le emittenti affiliate avrebbero svolto la funzione di "ripetitori" dei programmi della rete milanese su tutto il territorio nazionale. Nel corso del 1980 ogni emittente locale trasmetteva i programmi ad un'ora diversa.
Il lancio del network avvenne il 13 dicembre 1980: da quel giorno in poi le TV locali iniziarono a trasmettere contemporaneamente lo stesso programma con il metodo della cassettizzazione. Il centro di produzione dove veniva realizzato il telegiornale Contatto e l'emissione del segnale si trovavano a Roma. Qui venivano realizzate anche alcune delle rubriche, come "Cinema Cinema". Il battesimo del fuoco avvenne il 31 marzo del 1981 con l'attentato al Presidente Usa Reagan e, a seguire, con quello a Papa Giovanni Paolo II. Entrambi gli eventi ebbero un'ottima copertura, che fu seconda solo alla Rai.
Primarete Indipendente fu la prima emittente privata a trasmettere un notiziario televisivo in diretta nazionale: Contatto, diretto da Maurizio Costanzo, giornalista già noto al pubblico televisivo italiano per i suoi talk show sulla Rai (Bontà loro negli anni 1976-78 e Acquario negli anni 1978-79). Le notizie erano lette da Marco Raviart (ex voce dei telegiornali della Rai), mentre Costanzo conduceva interviste e commenti. Contatto esordì il 13 dicembre 1980, il giorno stesso di inizio trasmissioni della rete; prudentemente, venne mandato in onda in diretta solamente nel Lazio alle 19:30, mentre nelle altre regioni arrivò per via aerea e venne poi trasmesso nel corso della serata. Al telegiornale lavoravano sette giornalisti e una trentina di tecnici. Contatto durava 45 minuti, compreso un minuto di pubblicità. Primarete fu un canale pioneristico non soltanto nell'informazione, ma anche nello sport. L'emittente fu la prima in Italia a trasmettere le partite del basket statunitense. Il 31 gennaio 1981 andò in onda, alle ore 18, Boston Celtics - Los Angeles Lakers, incontro della stagione regolare del campionato professionistico USA (NBA).
Intanto la Rai aveva querelato l'editore di Primarete per il telegiornale Contatto. Il giudice ordinario chiamò in causa la Corte costituzionale. Il 14 luglio 1981 la Consulta si pronunciò (sentenza n. 148/1981) ribadendo il limite per le televisioni private a trasmettere solo in ambito locale. Per Primarete Indipendente fu una sconfitta perché l'emittente non poté più continuare a trasmettere in interconnessione. Ne fu vittima principale il telegiornale, che dovette essere sospeso.
Nel corso dell'anno scoppiò anche lo scandalo P2, che vide il coinvolgimento diretto dei vertici della Rizzoli, e personalmente di Maurizio Costanzo.
Primarete Indipendente entrò in una crisi irreversibile, che la portò poi alla chiusura.

## Programmi
- 24 piste, programma musicale di Popi Minellono presentato da Silvia Annicchiarico
- Cinema Cinema, presentato da Rossana Podestà
- Cronaca, settimanale di approfondimento sul modello di TV7 della Rai
- Domenica in musica, con Ombretta Colli e Ivano Fossati
- Domenicalmente, spettacolo della domenica pomeriggio condotto da Oreste Lionello
- Playboy di mezzanotte, strip show condotto dall'imitatore Franco Rosi
- Un terno al lotto, varietà con Michele Gammino
- Le avventure di Mr. Magoo, cartone animato
- I Cinque Cantoni - gioco condotto da Luisella Berrino

## Personale
- Mimmo Scarano - direttore del consorzio
- Vittorio Giovanelli - responsabile delle produzioni televisive

Collaboratori provenienti dalla Rai
- Ruggero Orlando
- Enza Sampò
- Marco Raviart
- Angelo Campanella

Collaboratori provenienti da Radio Monte Carlo
- Luisella Berrino

## Emittenti affiliate
- Telealtomilanese
- TV Europa
- TVS Telexpress
- Europa 48
- RTA Telepanorama
- Telebari
- Canale C
- Studio Uno
- RST TeleReggio
- Tele 2000
- Quarto Canale
- Videolina
- Telepiccolo
- TVQ